# Расскажи мне кино
«Расскажи мне кино» (исп. La contadora de películas!) — художественный фильм режиссёра Лоне Шерфиг по сценарию Вальтера Саллеса, Рафы Руссо и Изабель Койшет, снятый по роману Эрнана Риверы Летельера. В главных ролях в фильме снялись Беренис Бежо, Антонио де ла Торре и Даниэль Брюль. Фильм снят в рамках совместного чилийско-испанско-французского производства.

## Сюжет
Действие фильма происходит в 1960-е годы. Мария Маргарита живёт в шахтерском городке в самом сердце пустыни Атакама и обладает особым даром: она может быстро и хорошо пересказать фильмы, которые видела в кинотеатре на окраине города. О таланте и увлечении Марии фильмами вскоре становится известно не только в кругу её семьи. Люди слушают Марию с радостью и удовольствием, забывая о тяжёлых буднях на селитровых шахтах.

## В ролях
- Беренис Бежо — Мария Магнолия[3]
- Даниэль Брюль — Нансен[3]
- Сара Беккер — Мария Маргарита
- Антонио де ла Торре — Медардо
- Алондра Валенсуэла
- Марио Хортон — Аурелио
- Пабло Шварц — дон Ноласко

## Производство
Фильм снят по одноимённому роману одного из самых читаемых испаноязычных авторов, чилийского лауреата премии по литературе Эрнана Риверы Летельера. Газета Neue Zürcher Zeitung писала о романе, что он стал лаконичным признанием в любви к кино и ещё большим посвящением чтению и силе визуального воображения.
Вальтер Саллес был движущей силой проекта, в котором он участвовал более 10 лет. Фильм снят совместными усилиями испано-франко-чилийских кинокомпаний A Contracorriente Films, Selenium Films, Altiro Films и Contadora Films AIE при участии RTVE, TVC и Euskaltel-Telecable и поддержке ICAA, ICEC и Crea-SGR.
Премьера фильма была запланирована на сентябрь 2023 года на Международном кинофестивале в Торонто, а 21 октября 2023 года он открыл 68-й Международный кинофестиваль в Вальядолиде. Дистрибьютором фильма является компания A Contracorriente Films, кинопремьера в Испании запланирована на 3 ноября 2023 года.